# Marc-Auguste Pictet
Marc-Auguste Pictet, född 23 juli 1752 i Genève, död där 19 april 1825, var en schweizisk fysiker.
Pictet deltog i Horace-Bénédict de Saussures forskning i Alperna samt blev efter denne 1786 professor och senare president vid akademien i Genève. Under Napoleon I blev han ledamot av franska tribunatet och en av de 15 generalinspektörerna över den offentliga undervisningen. 
Tillsammans med sin bror Charles Pictet de Rochemont och Frédéric-Guillaume Maurice utgav han från 1796 "Bibliothèque britannique", en tidskrift, vars uppgift var att följa med det vetenskapliga livet i England och som 1816 fick mera omfattande karaktär samt namnet " Bibliothèque universelle".